# Sergentomyia brevicaudis
Sergentomyia brevicaudis är en tvåvingeart som först beskrevs av Quate 1962.  Sergentomyia brevicaudis ingår i släktet Sergentomyia och familjen fjärilsmyggor. Inga underarter finns listade i Catalogue of Life.